# كسوة الوليد

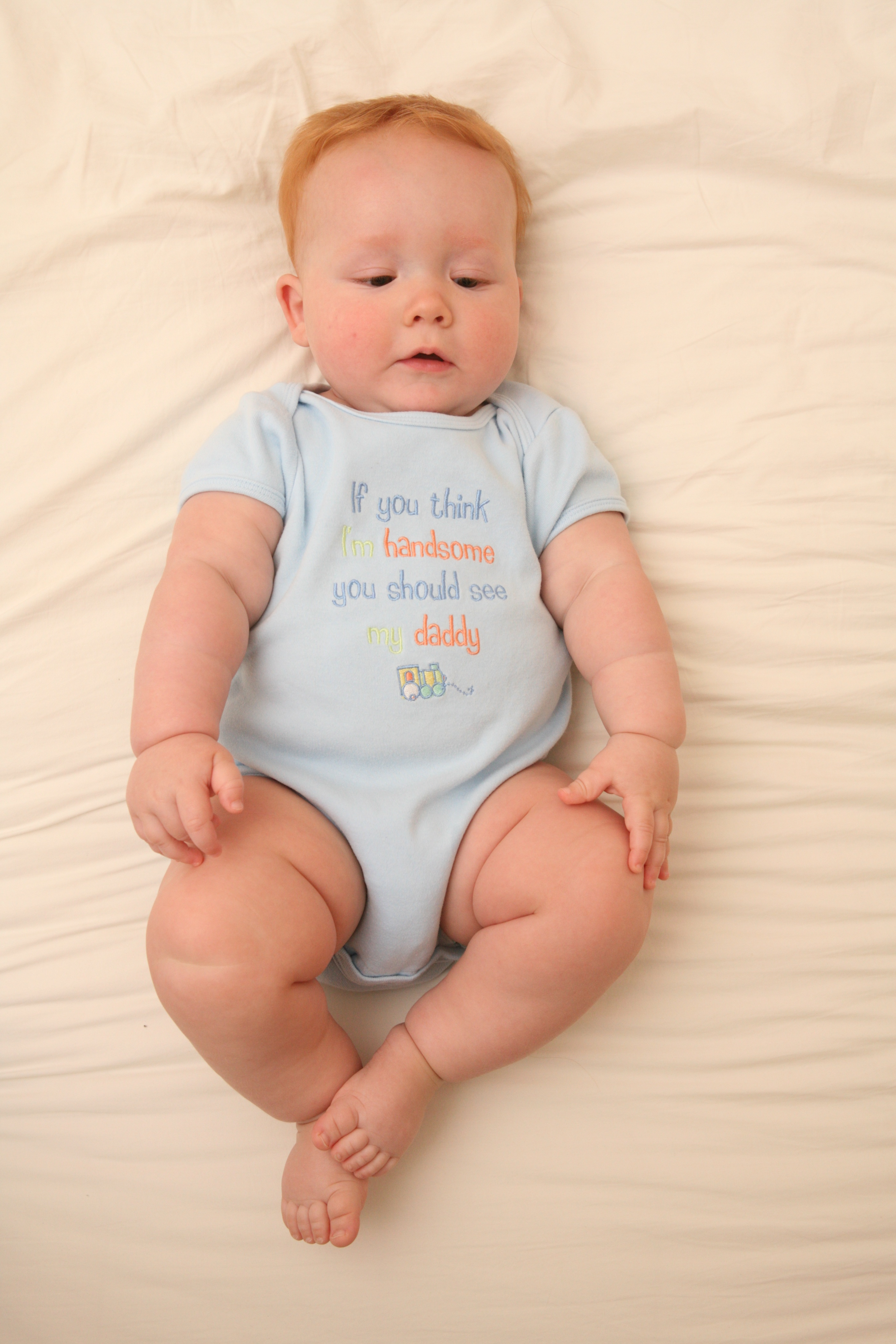

كُسْوَة الوَليد مجموعةٌ من الملابس والمُزَيّنات للأطفال حديثي الولادة. كانت كثيرٌ من الأمهات الحوامل أو أصدقاؤهن وأقاربهن في عشرينيات القرن الماضي يحبكن طقمًا متناسقًا يشمل كلاً من بطانية وقبعة وسترة وجوارب طويلة.
قد تخيط النساء أو تحيك ملابس أطفالهن أثناء الحمل. أما في هذه الأيام فمعظمهن يشتري الكسوة من قسم ملابس الأطفال في المتجر. قد تشمل كسوة الوليد الفراش والملحقات ومواد العناية بالطفل.